# كاميلي لوبيز
كاميلي لوبيز (بالفرنسية: Camille Lopez)‏ هو لاعب اتحاد الرغبي فرنسي، ولد في 3 أبريل 1989 في أولورون سانت ماري في فرنسا.

## وصلات خارجية
- كاميلي لوبيز عل موقع إسبنسكروم (الإنجليزية)
- كاميلي لوبيز على موقع ItsRugby.co.uk (الإنجليزية)